# Zhu Xi
Zhū Xī, kinesiska: 朱熹, Zhu Xi, Chu Hsi (född 1130 i Youxi i Fujian i Kina, död 1200) var Kinas främsta neokonfucianska filosof. Han undervisade vid det framstående Den vita hjortens grottas akademi och var Song-kejsarens lärare och rådgivare. 
Zhu Xis familj kom från Wuyuan i dagens provins Jiangxi. Han lämnade efter sig över 70 verk. Dessutom grundlade han mer än 50 privata högre läroanstalter i Wuyi-bergen och utbildade personligen mer än tusen elever, bland annat vid den framstående Yuelu-akademin i Changsha i Hunan. Flera av dem blev betydelsefulla teoretiker. 
Bland Zhu Xis verk finns boken Familjen Zhus familjnormer, ett nyckelverk för regleringen av familjförhållanden. Kort innan han dog bearbetade han sina anteckningar till boken Den stora lärdomen (大學, dàxué), som kom att utnyttjas vid den kinesiska ämbetsmannautbildningen fram till 1905. 
Zhu Xi beskrivs ofta som en radikalt ateistisk filosof. Den beskrivningen förutsätter att en ateism kan ha transcenderande drag. 